# Shoemaker-Gletscher
Der Shoemaker-Gletscher ist ein Gletscher im ostantarktischen Viktorialand. Er fließt in den Southern Cross Mountains in östlicher Richtung entlang der Südseite der Daley Hills zum Aviator-Gletscher.
Der United States Geological Survey kartierte ihn anhand eigener Vermessungen und mithilfe von Luftaufnahmen der United States Navy zwischen 1960 und 1964. Das Advisory Committee on Antarctic Names benannte ihn 1969 nach Leutnant Brian Hall Shoemaker (* 1937) von der US Navy, Hubschrauberpilot der Flugstaffel VX-6 auf der McMurdo-Station im Jahr 1967.